# Hokejová Liga mistrů 2014/2015
Hokejová Liga mistrů 2014/2015 byla prvním ročníkem evropské klubové soutěže pořádané akciovou společností Champions Hockey League. Soutěže se zúčastnilo 44 klubů ze 12 zemí.

## Kvalifikace
Spolumajitelé ligy měli právo na tzv. A-licenci, která jim umožňovala automatickou kvalifikaci (podmínkou ovšem bylo, že se v tomto ročníku museli účastnit své domácí nejvyšší hokejové soutěže).
Každá členská liga pak disponovala dvěma B-licencemi, které byly přiděleny:
- 1. vítězi play-off
- 2. vítězi základní části

Pokud některou z těchto pozic obsadil tým s A-licencí, získal B-licenci klub:
- 3. druhý po základní části
- 4. finalista play-off
- 5. lépe postavený semifinalista play-off
- 6. hůře postavený semifinalista play-off

Nebylo by ani pak možné B-licenci udělit, mohlo vedení soutěže pozvat klub dle vlastního výběru na divokou kartu.
Dalších šest divokých karet (C-licence) dostaly kluby z jiných lig, např. ze Slovenska, Norska, Dánska, Francie, Itálie a Velké Británie.

### Kvalifikované kluby
| Klub                         | Soutěž                  | Kvalifikace                                 | Licence | Link |
| ---------------------------- | ----------------------- | ------------------------------------------- | ------- | ---- |
| EC Red Bull Salzburg         | EBEL                    | zakládající člen (vítěz ZČ)                 | A       | Zde  |
| Vienna Capitals              | EBEL                    | zakládající člen                            | A       | Zde  |
| Bílí Tygři Liberec           | ELH                     | zakládající člen                            | A       | Zde  |
| HC ČSOB Pojišťovna Pardubice | ELH                     | zakládající člen                            | A       | Zde  |
| HC Sparta Praha              | ELH                     | zakládající člen (vítěz ZČ)                 | A       | Zde  |
| Vítkovice Steel              | ELH                     | zakládající člen                            | A       | Zde  |
| HIFK Hockey                  | SM-liiga                | zakládající člen                            | A       | Zde  |
| JYP Jyväskylä                | SM-liiga                | zakládající člen                            | A       | Zde  |
| KalPa                        | SM-liiga                | zakládající člen                            | A       | Zde  |
| Oulun Kärpät                 | SM-liiga                | zakládající člen (vítěz ZČ + celkový vítěz) | A       | Zde  |
| Tappara                      | SM-liiga                | zakládající člen (2. po ZČ + finalista)     | A       | Zde  |
| TPS Turku                    | SM-liiga                | zakládající člen                            | A       | Zde  |
| Adler Mannheim               | DEL                     | zakládající člen                            | A       | Zde  |
| Eisbären Berlín              | DEL                     | zakládající člen                            | A       | Zde  |
| ERC Ingolstadt               | DEL                     | zakládající člen (celkový vítěz)            | A       | Zde  |
| Krefeld Pinguine             | DEL                     | zakládající člen (2. po ZČ)                 | A       | Zde  |
| SC Bern                      | National League         | zakládající člen                            | A       | Zde  |
| Fribourg-Gottéron            | National League         | zakládající člen (2. po ZČ)                 | A       | Zde  |
| ZSC Lions                    | National League         | zakládající člen (vítěz ZČ + celkový vítěz) | A       | Zde  |
| EV Zug                       | National League         | zakládající člen                            | A       | Zde  |
| Frölunda Indians             | Elitserien              | zakládající člen                            | A       | Zde  |
| Färjestad BK                 | Elitserien              | zakládající člen                            | A       | Zde  |
| HV71                         | Elitserien              | zakládající člen                            | A       | Zde  |
| Linköpings HC                | Elitserien              | zakládající člen                            | A       | Zde  |
| Luleå HF                     | Elitserien              | zakládající člen                            | A       | Zde  |
| Djurgården                   | Elitserien              | zakládající člen                            | A       | Zde  |
| Skellefteå AIK               | Elitserien              | celkový vítěz                               | B       | Zde  |
| Bolzano-Bozen Foxes          | EBEL                    | celkový vítěz (2. po ZČ)                    | B       | Zde  |
| Hamburg Freezers             | DEL                     | vítěz základní části                        | B       | Zde  |
| HC Oceláři Třinec            | ELH                     | 2. po základní části                        | B       | Zde  |
| Kloten Flyers                | National League         | finalista play-off                          | B       | Zde  |
| HC Servette Ženeva           | National League         | semifinalista play-off                      | B       | Zde  |
| Växjö Lakers HC              | Elitserien              | semifinalista play-off                      | B       | Zde  |
| Villacher SV                 | EBEL                    | semifinalista play-off                      | B       | Zde  |
| Lukko Rauma                  | SM-liiga                | semifinalista play-off                      | B       | Zde  |
| SaiPa                        | SM-liiga                | semifinalista play-off                      | B       | Zde  |
| Kölner Haie                  | DEL                     | finalista play-off                          | B       | Zde  |
| PSG Zlín                     | ELH                     | celkový vítěz                               | B       | Zde  |
| Stavanger Oilers             | Fjordkraftligaen        | celkový vítěz                               | C       | Zde  |
| HC Košice                    | Slovenská extraliga     | celkový vítěz                               | C       | Zde  |
| SønderjyskE Ishockey         | Metal Ligaen            | celkový vítěz                               | C       | Zde  |
| Diables Rouges de Briançon   | Ligue Magnus            | celkový vítěz                               | C       | Zde  |
| Nottingham Panthers          | Elite Ice Hockey League | celkový vítěz                               | C       | Zde  |
| Vålerenga Ishockey           | Fjordkraftligaen        | vítěz základní části                        | C       | Zde  |

## Systém soutěže
44 účastníků bylo 21. května 2014 na mistrovství světa v Minsku rozlosováno do 11 skupin od A do K po čtyřech. V nich se kluby střetly každý s každým vždy jednou doma a jednou venku. Vítězové skupin pak postoupili do vyřazovací fáze, ve které je doplnilo 5 nejlepších klubů z druhých míst.

## Účastníci hokejové Ligy mistrů 2014/2015
- Finsko (8): HIFK Hockey • JYP Jyväskylä • KalPa Kuopio • Oulun Kärpät • Tappara Tampere • TPS Turku • Lukko Rauma • SaiPa

- Švédsko (8): Skellefteå AIK • Djurgården Stockholm • Frölunda Indians • Färjestad BK • Luleå HF • Växjö Lakers • Linköpings HC • HV71 Jönköping

- Česko (6): HC Oceláři Třinec • PSG Zlín • Bílí Tygři Liberec • HC ČSOB Pojišťovna Pardubice • HC Sparta Praha • HC Vítkovice Steel

- Švýcarsko (6): SC Bern • Fribourg-Gottéron • ZSC Lions • EV Zug • HC Servette Ženeva • Kloten Flyers

- Německo (6): Adler Mannheim • Eisbären Berlín • ERC Ingolstadt • Krefeld Pinguine • Hamburg Freezers • Kölner Haie

- Rakousko (3): EC Red Bull Salzburg • Vienna Capitals • Villacher SV

- Norsko (2): Vålerenga Oslo • Stavanger Oilers

- Slovensko (1): HC Košice

- Itálie (1): Bolzano-Bozen Foxes

- Francie (1): Diables Rouges de Briançon

- Dánsko (1): SønderjyskE Ishockey

- Velká Británie (1): Nottingham Panthers [3]

## Základní část
Rozlosování zápasů v základních skupinách proběhlo 2. června 2014. 30 ze 44 týmů hrálo svůj první zápas 21. srpna 2014 a ostatní týmy hned následující den.

### Základní skupina A
| Poř. | Tým                | Z | V | VP | PP | P | VG | IG | +/- | B  |
| ---- | ------------------ | - | - | -- | -- | - | -- | -- | --- | -- |
| 1.   | Oulun Kärpät       | 6 | 3 | 2  | 0  | 1 | 17 | 12 | +5  | 13 |
| 2.   | Bílí Tygři Liberec | 6 | 3 | 0  | 0  | 3 | 16 | 15 | +1  | 9  |
| 3.   | HC Košice          | 6 | 2 | 0  | 1  | 3 | 14 | 16 | −2  | 7  |
| 4.   | Kölner Haie        | 6 | 2 | 0  | 1  | 3 | 12 | 16 | −4  | 7  |

|                    | Česko | Finsko | Německo | Slovensko |
| ------------------ | ----- | ------ | ------- | --------- |
| Bílí Tygři Liberec | —     | 3:4    | 2:1     | 3:2       |
| Oulun Kärpät       | 3:1   | —      | 3:2(SN) | 3:2(PP)   |
| Kölner Haie        | 1:4   | 3:2    | —       | 2:1       |
| HC Košice          | 4:3   | 1:2    | 4:3     | —         |

### Základní skupina B
| Poř. | Tým             | Z | V | VP | PP | P | VG | IG | +/- | B  |
| ---- | --------------- | - | - | -- | -- | - | -- | -- | --- | -- |
| 1.   | Vienna Capitals | 6 | 4 | 1  | 1  | 0 | 16 | 9  | +7  | 15 |
| 2.   | Färjestad BK    | 6 | 1 | 3  | 1  | 1 | 15 | 13 | +2  | 10 |
| 3.   | ZSC Lions       | 6 | 2 | 1  | 2  | 1 | 17 | 16 | +1  | 10 |
| 4.   | Vålerenga Oslo  | 6 | 0 | 0  | 1  | 5 | 7  | 17 | −10 | 1  |

|                 | Švédsko | Norsko | Rakousko | Švýcarsko |
| --------------- | ------- | ------ | -------- | --------- |
| Färjestad BK    | —       | 4:1    | 1:2SN    | 4:3PP     |
| Vålerenga Oslo  | 1:2     | —      | 1:2      | 2:3       |
| Vienna Capitals | 4:1     | 2:1    | —        | 5:3       |
| ZSC Lions       | 2:3PP   | 4:1    | 2:1PP    | —         |

### Základní skupina C
| Poř. | Tým              | Z | V | VP | PP | P | VG | IG | +/- | B  |
| ---- | ---------------- | - | - | -- | -- | - | -- | -- | --- | -- |
| 1.   | Frölunda Indians | 6 | 5 | 0  | 0  | 1 | 35 | 13 | +22 | 15 |
| 2.   | Servette Ženeva  | 6 | 5 | 0  | 0  | 1 | 28 | 15 | +13 | 15 |
| 3.   | Villacher SV     | 6 | 2 | 0  | 0  | 4 | 11 | 23 | −12 | 6  |
| 4.   | Diables Rouges   | 6 | 0 | 0  | 0  | 6 | 8  | 31 | −23 | 0  |

|                  | Francie | Švédsko | Švýcarsko | Rakousko |
| ---------------- | ------- | ------- | --------- | -------- |
| Diables Rouges   | —       | 1:7     | 2:7       | 1:2      |
| Frölunda Indians | 6:2     | —       | 7:3       | 5:2      |
| Servette Ženeva  | 5:1     | 4:3     | —         | 4:0      |
| Villacher SV     | 4:1     | 1:7     | 0:5       | —        |

### Základní skupina D
| Poř. | Tým                  | Z | V | VP | PP | P | VG | IG | +/- | B  |
| ---- | -------------------- | - | - | -- | -- | - | -- | -- | --- | -- |
| 1.   | Fribourg-Gottéron    | 6 | 3 | 2  | 1  | 0 | 21 | 13 | +8  | 14 |
| 2.   | PSG Zlín             | 6 | 2 | 1  | 2  | 1 | 15 | 20 | −5  | 10 |
| 3.   | Djurgården Stockholm | 6 | 2 | 1  | 1  | 2 | 21 | 16 | +5  | 9  |
| 4.   | Eisbären Berlín      | 6 | 0 | 1  | 1  | 4 | 14 | 22 | −8  | 3  |

|                      | Švédsko | Německo | Švýcarsko | Česko |
| -------------------- | ------- | ------- | --------- | ----- |
| Djurgården Stockholm | —       | 3:2     | 5:4PP     | 8:0   |
| Eisbären Berlín      | 4:3SN   | —       | 0:2       | 3:4SN |
| Fribourg-Gottéron    | 3:1     | 6:3     | —         | 3:2SN |
| PSG Zlín             | 3:1     | 4:2     | 2:3PP     | —     |

### Základní skupina E
| Poř. | Tým              | Z | V | VP | PP | P | VG | IG | +/- | B  |
| ---- | ---------------- | - | - | -- | -- | - | -- | -- | --- | -- |
| 1.   | Tappara Tampere  | 6 | 3 | 0  | 2  | 1 | 21 | 16 | +5  | 11 |
| 2.   | Stavanger Oilers | 6 | 3 | 1  | 0  | 2 | 19 | 17 | +2  | 11 |
| 3.   | Oceláři Třinec   | 6 | 3 | 0  | 0  | 3 | 20 | 14 | +6  | 9  |
| 4.   | SC Bern          | 6 | 1 | 1  | 0  | 4 | 11 | 24 | −13 | 5  |

|                  | Švýcarsko | Česko | Norsko | Finsko |
| ---------------- | --------- | ----- | ------ | ------ |
| SC Bern          | —         | 0:4   | 0:2    | 4:3SN  |
| Oceláři Třinec   | 7:0       | —     | 4:5    | 1:2    |
| Stavanger Oilers | 5:2       | 2:3   | —      | 2:1SN  |
| Tappara Tampere  | 3:5       | 5:1   | 7:3    | —      |

### Základní skupina F
| Poř. | Tým                 | Z | V | VP | PP | P | VG | IG | +/- | B  |
| ---- | ------------------- | - | - | -- | -- | - | -- | -- | --- | -- |
| 1.   | Linköpings HC       | 6 | 4 | 1  | 0  | 1 | 20 | 10 | +10 | 14 |
| 2.   | TPS Turku           | 6 | 3 | 1  | 1  | 1 | 21 | 12 | +9  | 12 |
| 3.   | Bolzano-Bozen Foxes | 6 | 3 | 0  | 0  | 3 | 12 | 22 | −10 | 9  |
| 4.   | HC Pardubice        | 6 | 0 | 0  | 1  | 5 | 11 | 20 | −9  | 1  |

|                     | Itálie | Švédsko | Česko | Finsko |
| ------------------- | ------ | ------- | ----- | ------ |
| Bolzano-Bozen Foxes | —      | 1:2     | 4:3   | 4:2    |
| Linköpings HC       | 5:0    | —       | 2:1   | 1:2    |
| HC Pardubice        | 1:3    | 3:6     | —     | 2:3SN  |
| TPS Turku           | 9:0    | 3:4SN   | 2:1   | —      |

### Základní skupina G
| Poř. | Tým            | Z | V | VP | PP | P | VG | IG | +/- | B  |
| ---- | -------------- | - | - | -- | -- | - | -- | -- | --- | -- |
| 1.   | Sparta Praha   | 6 | 3 | 1  | 1  | 1 | 25 | 19 | +6  | 12 |
| 2.   | Växjö Lakers   | 6 | 4 | 0  | 0  | 2 | 19 | 14 | +5  | 12 |
| 3.   | KalPa Kuopio   | 6 | 2 | 0  | 1  | 3 | 11 | 15 | −4  | 7  |
| 4.   | Adler Mannheim | 6 | 1 | 1  | 0  | 4 | 11 | 18 | −7  | 5  |

|                | Německo | Finsko | Česko | Švédsko |
| -------------- | ------- | ------ | ----- | ------- |
| Adler Mannheim | —       | 3:1    | 3:2PP | 1:2     |
| KalPa Kuopio   | 1:0     | —      | 4:5SN | 1:3     |
| Sparta Praha   | 6:3     | 2:3    | —     | 5:4     |
| Växjö Lakers   | 6:1     | 2:1    | 2:5   | —       |

### Základní skupina H
| Poř. | Tým             | Z | V | VP | PP | P | VG | IG | +/- | B  |
| ---- | --------------- | - | - | -- | -- | - | -- | -- | --- | -- |
| 1.   | SaiPa           | 6 | 4 | 1  | 0  | 1 | 18 | 11 | +7  | 14 |
| 2.   | EV Zug          | 6 | 3 | 0  | 1  | 2 | 14 | 14 | 0   | 10 |
| 3.   | Vítkovice Steel | 6 | 1 | 1  | 1  | 3 | 18 | 20 | −2  | 6  |
| 4.   | ERC Ingolstadt  | 6 | 1 | 1  | 1  | 3 | 16 | 21 | −5  | 6  |

|                 | Německo | Švýcarsko | Finsko | Česko |
| --------------- | ------- | --------- | ------ | ----- |
| ERC Ingolstadt  | —       | 3:2PP     | 4:1    | 4:5SN |
| EV Zug          | 3:2     | —         | 1:2    | 3:2   |
| SaiPa           | 5:2     | 3:0       | —      | 4:3SN |
| Vítkovice Steel | 5:1     | 2:5       | 1:3    | —     |

### Základní skupina I
| Poř. | Tým               | Z | V | VP | PP | P | VG | IG | +/- | B  |
| ---- | ----------------- | - | - | -- | -- | - | -- | -- | --- | -- |
| 1.   | Red Bull Salzburg | 6 | 5 | 0  | 0  | 1 | 23 | 8  | +15 | 15 |
| 2.   | JYP Jyväskylä     | 6 | 3 | 2  | 0  | 1 | 15 | 11 | +4  | 13 |
| 3.   | HV71 Jönköping    | 6 | 2 | 0  | 1  | 3 | 15 | 17 | −2  | 7  |
| 4.   | Kloten Flyers     | 6 | 0 | 0  | 1  | 5 | 5  | 22 | −17 | 1  |

|                   | Švédsko | Finsko | Švýcarsko | Rakousko |
| ----------------- | ------- | ------ | --------- | -------- |
| HV71 Jönköping    | —       | 0:3    | 3:2       | 3:5      |
| JYP Jyväskylä     | 4:3SN   | —      | 2:0       | 3:2      |
| Kloten Flyers     | 0:5     | 2:3PP  | —         | 0:2      |
| Red Bull Salzburg | 3:1     | 4:0    | 7:1       | —        |

### Základní skupina J
| Poř. | Tým                  | Z | V | VP | PP | P | VG | IG | +/- | B  |
| ---- | -------------------- | - | - | -- | -- | - | -- | -- | --- | -- |
| 1.   | Skellefteå AIK       | 6 | 5 | 0  | 0  | 1 | 20 | 8  | +12 | 15 |
| 2.   | HIFK Hockey          | 6 | 4 | 1  | 0  | 1 | 31 | 15 | +16 | 14 |
| 3.   | SønderjyskE Ishockey | 6 | 1 | 0  | 1  | 4 | 15 | 31 | −16 | 4  |
| 4.   | Krefeld Pinguine     | 6 | 1 | 0  | 0  | 5 | 13 | 25 | −12 | 3  |

|                      | Finsko | Německo | Švédsko | Dánsko |
| -------------------- | ------ | ------- | ------- | ------ |
| HIFK Hockey          | —      | 6:1     | 5:3     | 10:1   |
| Krefeld Pinguine     | 3:5    | —       | 1:2     | 3:4    |
| Skellefteå AIK       | 3:0    | 4:0     | —       | 4:1    |
| SønderjyskE Ishockey | 4:5SN  | 4:5     | 1:4     | —      |

### Základní skupina K
| Poř. | Tým                 | Z | V | VP | PP | P | VG | IG | +/- | B  |
| ---- | ------------------- | - | - | -- | -- | - | -- | -- | --- | -- |
| 1.   | Lukko Rauma         | 6 | 5 | 0  | 0  | 1 | 21 | 7  | +14 | 15 |
| 2.   | Luleå HF            | 6 | 5 | 0  | 0  | 1 | 32 | 6  | +26 | 15 |
| 3.   | Hamburg Freezers    | 6 | 1 | 0  | 0  | 5 | 8  | 21 | −13 | 3  |
| 4.   | Nottingham Panthers | 6 | 1 | 0  | 0  | 5 | 9  | 36 | −27 | 3  |

|                     | Německo | Finsko | Švédsko | Spojené království |
| ------------------- | ------- | ------ | ------- | ------------------ |
| Hamburg Freezers    | —       | 0:3    | 1:4     | 6:0                |
| Lukko Rauma         | 5:0     | —      | 2:0     | 6:2                |
| Luleå HF            | 6:0     | 3:1    | —       | 9:1                |
| Nottingham Panthers | 3:1     | 2:4    | 1:10    | —                  |

### Žebříček týmů na druhých místech
| Skup. | Tým                | Z | V | VP | PP | P | GV | GI | +/- | B  |
| ----- | ------------------ | - | - | -- | -- | - | -- | -- | --- | -- |
| K     | Luleå HF           | 6 | 5 | 0  | 0  | 1 | 32 | 6  | +26 | 15 |
| C     | HC Servette Ženeva | 6 | 5 | 0  | 0  | 1 | 28 | 15 | +13 | 15 |
| J     | HIFK Hockey        | 6 | 4 | 1  | 0  | 1 | 31 | 15 | +16 | 14 |
| I     | JYP Jyväskylä      | 6 | 3 | 2  | 0  | 1 | 15 | 11 | +4  | 13 |
| F     | TPS Turku          | 6 | 3 | 1  | 1  | 1 | 21 | 12 | +9  | 12 |
| G     | Växjö Lakers       | 6 | 4 | 0  | 0  | 2 | 19 | 14 | +5  | 12 |
| E     | Stavanger Oilers   | 6 | 3 | 1  | 0  | 2 | 19 | 17 | +2  | 11 |
| B     | Färjestad BK       | 6 | 1 | 3  | 1  | 1 | 15 | 13 | +2  | 10 |
| H     | EV Zug             | 6 | 3 | 0  | 1  | 2 | 14 | 14 | 0   | 10 |
| D     | PSG Zlín           | 6 | 2 | 1  | 2  | 1 | 15 | 20 | -5  | 10 |
| A     | Bílí Tygři Liberec | 6 | 3 | 0  | 0  | 3 | 16 | 15 | +1  | 9  |

## Play-off
Do play-off postoupili vítězové skupin a 5 nejlepších týmů z druhých míst. Play-off bylozahájeno 4. listopadu 2014 a skončilo 3. února 2015. Play-off se hrálo na dva zápasy (nerozhodné zápasy se neprodlužovaly) a postupovalo mužstvo s nejlepším celkovým skóre. Bylo-li po dvou zápasech skóre nerozhodné, rozhodovalo desetiminutové prodloužení, popřípadě samostatné nájezdy.
Termíny zápasů:
- Osmifinále: 4. a 11. listopadu 2014
- Čtvrtfinále: 2. a 9. prosince 2014
- Semifinále: 13. a 20. ledna 2015
- Finále: 3. února 2015

### Pavouk
|  | Osmifinále        | Osmifinále       | Osmifinále | Osmifinále |      |                  | Čtvrtfinále | Čtvrtfinále | Čtvrtfinále | Čtvrtfinále |  |                  | Semifinále | Semifinále | Semifinále | Semifinále |          |   | Finále | Finále |
|  |                   |                  |            |            |      |                  |             |             |             |             |  |                  |            |            |            |            |          |   |        |        |
|  | JYP Jyväskylä     | 5                | 2          | 7(2)       |      |                  |             |             |             |             |  |                  |            |            |            |            |          |   |        |        |
|  | Skellefteå AIK    | 4                | 3          | 7(3)       |      |                  |             |             |             |             |  |                  |            |            |            |            |          |   |        |        |
|  | Skellefteå AIK    | 4                | 3          | 7(3)       |      | Skellefteå AIK   | 2           | 3           | 5(1)        |             |  |                  |            |            |            |            |          |   |        |        |
|  |                   |                  |            |            |      | Skellefteå AIK   | 2           | 3           | 5(1)        |             |  |                  |            |            |            |            |          |   |        |        |
|  |                   | Linköpings HC    | 1          | 4          | 5(0) |                  |             |             |             |             |  |                  |            |            |            |            |          |   |        |        |
|  | Sparta Praha      | Linköpings HC    | 1          | 4          | 5(0) | 1                | 2           | 3           |             |             |  |                  |            |            |            |            |          |   |        |        |
|  | Sparta Praha      |                  |            |            |      | 1                | 2           | 3           |             |             |  |                  |            |            |            |            |          |   |        |        |
|  | Linköpings HC     | 2                | 2          | 4          |      |                  |             |             |             |             |  |                  |            |            |            |            |          |   |        |        |
|  | Linköpings HC     | 2                | 2          | 4          |      |                  |             |             |             |             |  | Skellefteå AIK   | 2          | 2          | 4          |            |          |   |        |        |
|  |                   |                  |            |            |      |                  |             |             |             |             |  | Skellefteå AIK   | 2          | 2          | 4          |            |          |   |        |        |
|  |                   | Luleå HF         | 2          | 3          | 5    |                  |             |             |             |             |  |                  |            |            |            |            |          |   |        |        |
|  | TPS Turku         | Luleå HF         | 2          | 3          | 5    | 1                | 3           | 4           |             |             |  |                  |            |            |            |            |          |   |        |        |
|  | TPS Turku         |                  |            |            |      | 1                | 3           | 4           |             |             |  |                  |            |            |            |            |          |   |        |        |
|  | Lukko Rauma       | 5                | 4          | 9          |      |                  |             |             |             |             |  |                  |            |            |            |            |          |   |        |        |
|  | Lukko Rauma       | 5                | 4          | 9          |      | Lukko Rauma      | 2           | 1           | 3           |             |  |                  |            |            |            |            |          |   |        |        |
|  |                   |                  |            |            |      | Lukko Rauma      | 2           | 1           | 3           |             |  |                  |            |            |            |            |          |   |        |        |
|  |                   | Luleå HF         | 5          | 2          | 7    |                  |             |             |             |             |  |                  |            |            |            |            |          |   |        |        |
|  | Luleå HF          | Luleå HF         | 5          | 2          | 7    | 2                | 7           | 9(2)        |             |             |  |                  |            |            |            |            |          |   |        |        |
|  | Luleå HF          |                  |            |            |      | 2                | 7           | 9(2)        |             |             |  |                  |            |            |            |            |          |   |        |        |
|  | Red Bull Salzburg | 4                | 5          | 9(0)       |      |                  |             |             |             |             |  |                  |            |            |            |            |          |   |        |        |
|  | Red Bull Salzburg | 4                | 5          | 9(0)       |      |                  |             |             |             |             |  |                  |            |            |            |            | Luleå HF | 4 |        |        |
|  |                   |                  |            |            |      |                  |             |             |             |             |  |                  |            |            |            |            |          | 4 |        |        |
|  |                   | Frölunda Indians | 2          |            |      |                  |             |             |             |             |  |                  |            |            |            |            |          |   |        |        |
|  | Servette Ženeva   | Frölunda Indians | 2          | 2          | 2    | 4(0)             |             |             |             |             |  |                  |            |            |            |            |          |   |        |        |
|  | Servette Ženeva   |                  |            | 2          | 2    | 4(0)             |             |             |             |             |  |                  |            |            |            |            |          |   |        |        |
|  | SaiPa             | 0                | 4          | 4(3)       |      |                  |             |             |             |             |  |                  |            |            |            |            |          |   |        |        |
|  | SaiPa             | 0                | 4          | 4(3)       |      | SaiPa            | 0           | 2           | 2           |             |  |                  |            |            |            |            |          |   |        |        |
|  |                   |                  |            |            |      | SaiPa            | 0           | 2           | 2           |             |  |                  |            |            |            |            |          |   |        |        |
|  |                   | Oulun Kärpät     | 2          | 3          | 5    |                  |             |             |             |             |  |                  |            |            |            |            |          |   |        |        |
|  | Oulun Kärpät      | Oulun Kärpät     | 2          | 3          | 5    | 3                | 3           | 6           |             |             |  |                  |            |            |            |            |          |   |        |        |
|  | Oulun Kärpät      |                  |            |            |      | 3                | 3           | 6           |             |             |  |                  |            |            |            |            |          |   |        |        |
|  | Vienna Capitals   | 1                | 2          | 3          |      |                  |             |             |             |             |  |                  |            |            |            |            |          |   |        |        |
|  | Vienna Capitals   | 1                | 2          | 3          |      |                  |             |             |             |             |  | Frölunda Indians | 4          | 2          | 6          |            |          |   |        |        |
|  |                   |                  |            |            |      |                  |             |             |             |             |  | Frölunda Indians | 4          | 2          | 6          |            |          |   |        |        |
|  |                   | Oulun Kärpät     | 2          | 3          | 5    |                  |             |             |             |             |  |                  |            |            |            |            |          |   |        |        |
|  | Tappara Tampere   | Oulun Kärpät     | 2          | 3          | 5    | 1                | 2           | 3           |             |             |  |                  |            |            |            |            |          |   |        |        |
|  | Tappara Tampere   |                  |            |            |      | 1                | 2           | 3           |             |             |  |                  |            |            |            |            |          |   |        |        |
|  | Frölunda Indians  | 5                | 4          | 9          |      |                  |             |             |             |             |  |                  |            |            |            |            |          |   |        |        |
|  | Frölunda Indians  | 5                | 4          | 9          |      | Frölunda Indians | 1           | 5           | 6           |             |  |                  |            |            |            |            |          |   |        |        |
|  |                   |                  |            |            |      | Frölunda Indians | 1           | 5           | 6           |             |  |                  |            |            |            |            |          |   |        |        |
|  |                   | HIFK Hockey      | 2          | 3          | 5    |                  |             |             |             |             |  |                  |            |            |            |            |          |   |        |        |
|  | Fribourg-Gottéron | HIFK Hockey      | 2          | 3          | 5    | 2                | 1           | 3           |             |             |  |                  |            |            |            |            |          |   |        |        |
|  | Fribourg-Gottéron |                  |            |            |      | 2                | 1           | 3           |             |             |  |                  |            |            |            |            |          |   |        |        |
|  | HIFK Hockey       | 2                | 3          | 5          |      |                  |             |             |             |             |  |                  |            |            |            |            |          |   |        |        |

Poznámky:
1. Týmy uvedené v horní části každé větve pavouka hrály svá první utkání doma, spodní týmy pak hrály druhý zápas doma.
2. V případě nerozhodnosti skóre, kdy rozhodovaly až samostatné nájezdy, je skóre nájezdů uvedeno v závorce.

## Vítěz
| Hokejová liga mistrů 2014/15 Luleå HF 1. titul |